# Zouérat
Zouérat, trascritta anche come Zouerat o Zouerate (الزويرات in Arabo), è una città della Mauritania capoluogo della Regione di Tiris-Zemmour.
Centro minerario (ferro) del nord del paese, è attraversato dalla ferrovia - l'unica presente in Mauritania - che collega la capitale economica Nouadhibou (distante 650 km) alle vicine miniere della SNIM da cui si estrae il minerale di ferro.